# Dušníky
Dušníky (deutsch Duschnik, älter auch Dussnik) ist eine Gemeinde in Tschechien. Sie liegt fünf Kilometer westlich von Roudnice nad Labem und gehört zum Okres Litoměřice.

## Geographie
Das Dorf befindet sich auf der Tafel zwischen den Tälern der Eger und Elbe. Östlich des Ortes verläuft die Trasse der Autobahn D8/Europastraße 55 mit der Abfahrt 35 „Doksany“ im Norden. Durch Dušníky führt die Staatsstraße 608 zwischen Veltrusy und Terezín entlang.
Nachbarorte sind Nové Dvory und Chvalín im Norden, Nový Mlýn im Nordosten, Podlusky im Osten, Přestavlky im Süden, Nížebohy im Südwesten, Hradčany und Písty im Westen sowie Hostěnice und Kliment im Nordwesten.

## Geschichte
Die erste urkundliche Erwähnung erfolgte 1226, als König Ottokar I. Přemysl die Hälfte des zur Herrschaft Budyně nad Ohří gehörigen Dorfes dem Kloster Doksany stiftete. Am Übergang vom 15. zum 16. Jahrhundert besaßen die Herren von Ileburg auf Charvatce den oberen Teil von Dušníky. Nach mehreren Besitzerwechseln kaufte der Abt des Klosters Doksany, Norbert Hofmann, am 12. März 1658 das Oberdorf von Dorotá Smrčková. 1796 entstand das erste Schulhaus.
Der Gutshof diente in den Napoleonischen Kriegen als Lazarett und es wurde ein Friedhof angelegt, an den die Kapelle an der Straße nach Nížebohy erinnert. 1832 starben bei einer Choleraepidemie 21 Menschen. 1913 wurde die neue Schule eingeweiht und im Jahre 1920 hatte das Dorf 403 Einwohner.

## Ortsgliederung
Für die Gemeinde Dušníky sind keine Ortsteile ausgewiesen.

## Sehenswürdigkeiten
- Kapelle an der Straße nach Nížebohy im Oberdorf